# Lamia

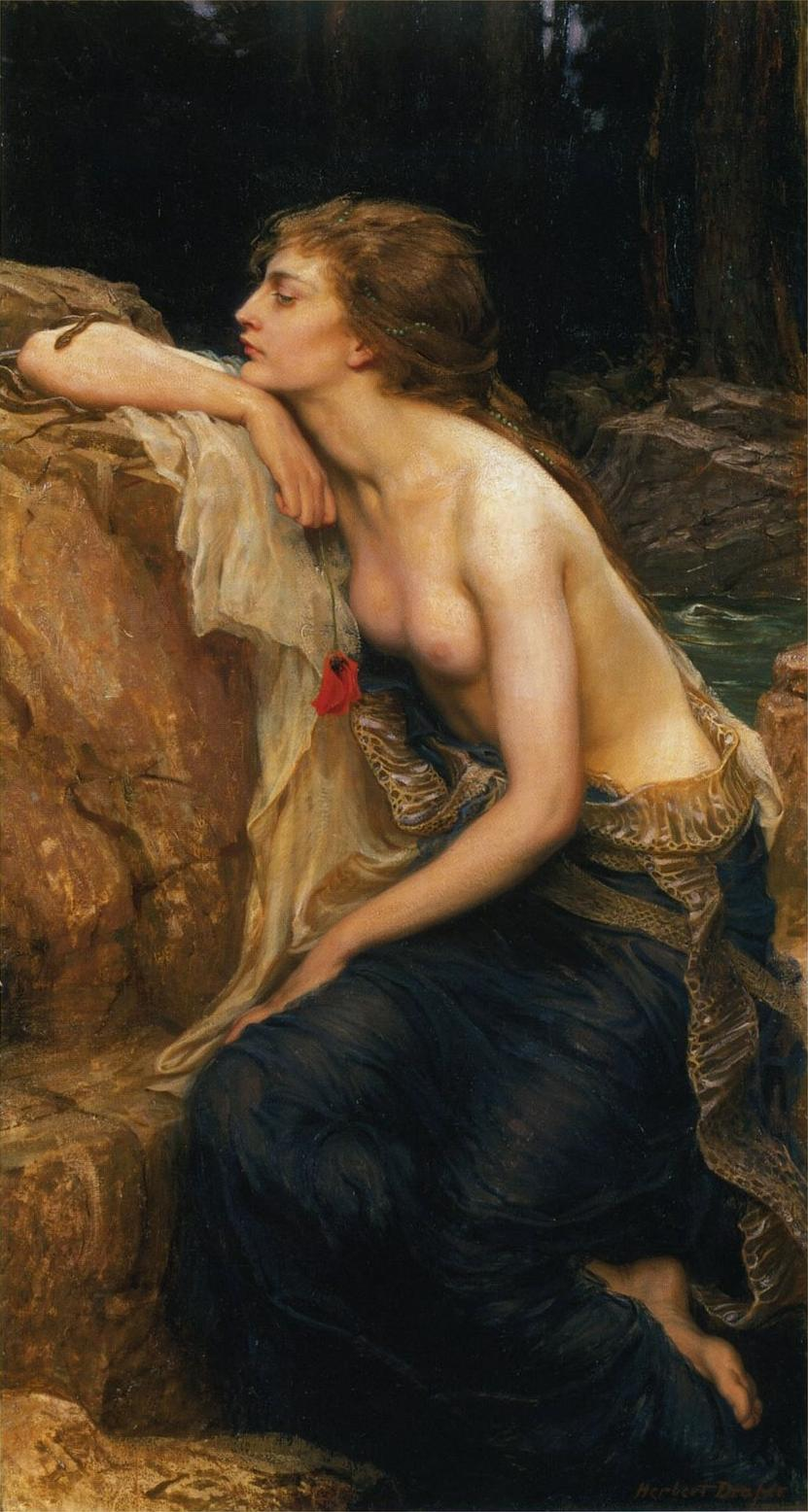
Lamia del pintor británico Herbert James Draper (1863-1920).

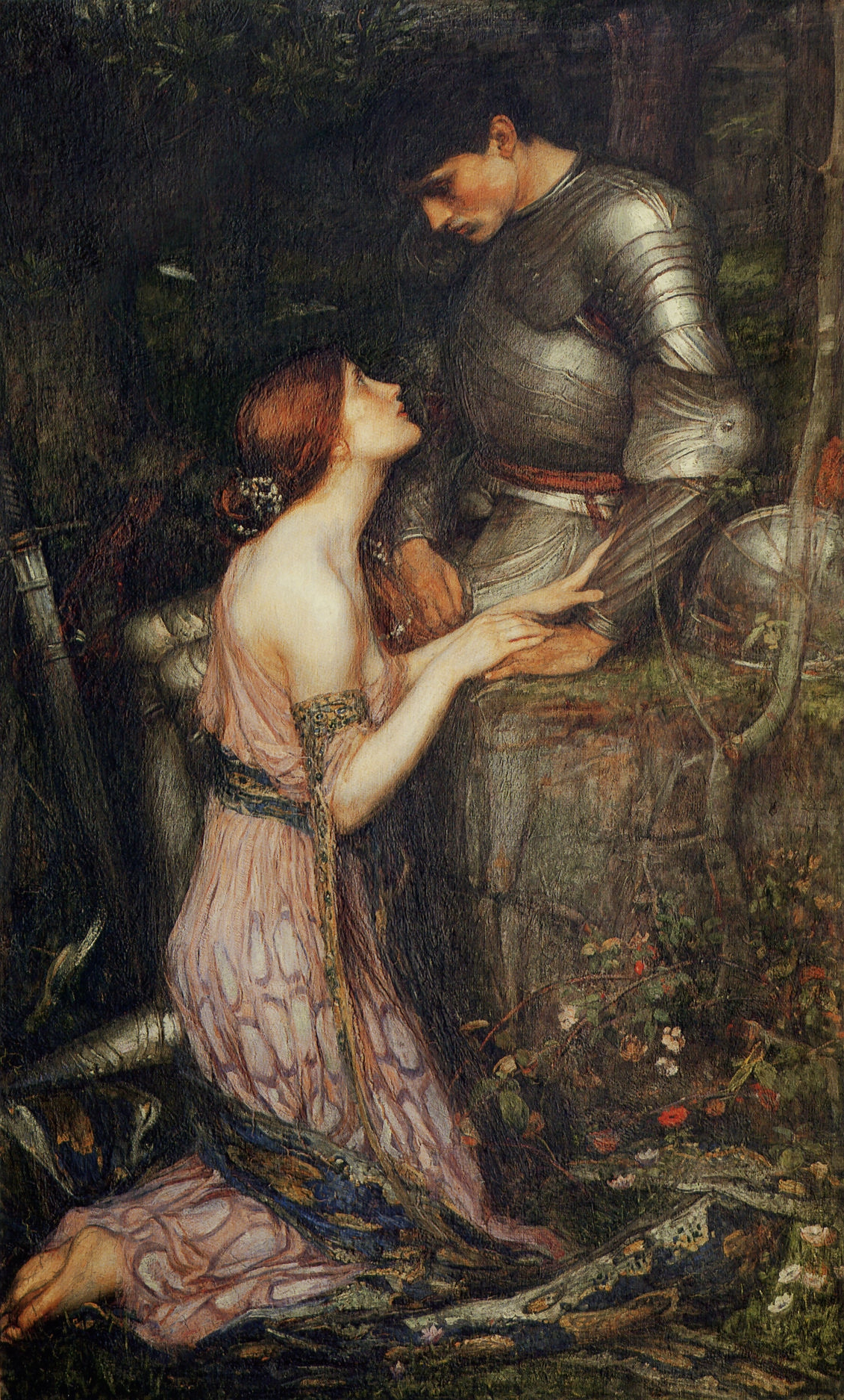
Lamia y el soldado de John William Waterhouse (1849-1917).

Lamia (en griego: Λάμια) es una criatura monstruosa femenina de la mitología griega y el folclore de la Antigüedad clásica, era originariamente una especie de vampiro femenino que chupaba la sangre y destruía el corazón de los humanos. En la tradición posterior se les consideró un tipo de espíritu o «demon» nocturno. Se la utilizaba como un coco para asustar a los niños.
Según cuenta la leyenda, Lamia era una hermosa reina de la antigua Libia, hija de Belo y Libia, que tuvo un romance con Zeus. Cuando Hera se enteró, despojó a Lamia de los hijos que tuvo con Zeus, bien secuestrándolos o matándolos. Lamia enloqueció al perder sus hijos, y en venganza y desesperación empezó a robar cualquier niño que encontrara y a devorarlos. Debido a sus crueles actos, su apariencia física cambió, tornándose fea y monstruosa. Zeus concedió a Lamia el poder de la profecía y la capacidad de sacarse y reinsertarse los ojos, posiblemente porque Hera la maldijo con insomnio o porque ya no podía cerrar los ojos, de manera que se viera forzada siempre a obsesionarse pensando en sus hijos perdidos.
Las lamiai se convirtieron también con el tiempo en un tipo de fantasma, similar o incluso sinónimo con las empusas, que seducían a los jóvenes para satisfacer su apetito sexual y luego alimentarse de su carne. Un relato de La vida de Apolonio, de Filóstrato, describe a la lamia como un demonio que en la forma de una bella mujer seduce a jóvenes para devorarlos, y sirvió de inspiración al poema Lamia de John Keats. 
A las lamias se les han atribuido cualidades serpentinas, que algunos comentaristas creen que pueden rastrearse firmemente hasta la mitología de la antigüedad. Se han encontrado análogos en textos antiguos que podrían designarse como lamiai, que son seres mitad serpiente. Entre ellos se encuentran las bestias mitad mujer mitad serpiente del «mito libio» narrado por de Dion Crisóstomo, o Pena, el monstruo enviado a Argos por Apolo para vengar a Psámate, hija del rey Crótopo. 
A menudo se la asocia con figuras similares de la cultura griega (Empusa o Mormo), hebrea (Lilith) o hasta con la maya (Xtabay). En el folclore neohelénico, vasco, gallego, cántabro y búlgaro se encuentran tradiciones sobre lamias, con origen en la tradición clásica.

Se han conservado las definiciones de «lamia» y «lamias» en varios diccionarios antiguos:
«Lamia (Λάμια): Una bestia. Y una antigua mujer de Libia con el mismo nombre».
Sobre las lamias, una de ellas en griego:
«Lamias (λάμιαι, lámiai): Un tipo de apariciones (fantasmas). O una persona con glotonería. O un pescado».
La otra en latín:
Lamias (lamiae): Las historias cuentan que están acostumbrados a arrebatar bebés y «destrozarlos». Reciben ese nombre por destrozar (lat. laniare).
La etimología del nombre no se ha establecido con certeza. Probablemente se relaciona con el adjetivo lamyrós, «glotón», y el sustantivo laimós, «gaznate, gañote». Algunos creen que pertenece a la misma familia el latín lemur, que designa a unos espectros (los lémures) tipológicamente similares a las lamias.
En la catedral de Pésaro (Italia) se conserva un mosaico del siglo VI en el que dos lamias aparecen representadas como pájaros con cabeza humana.

## Mitología grecorromana

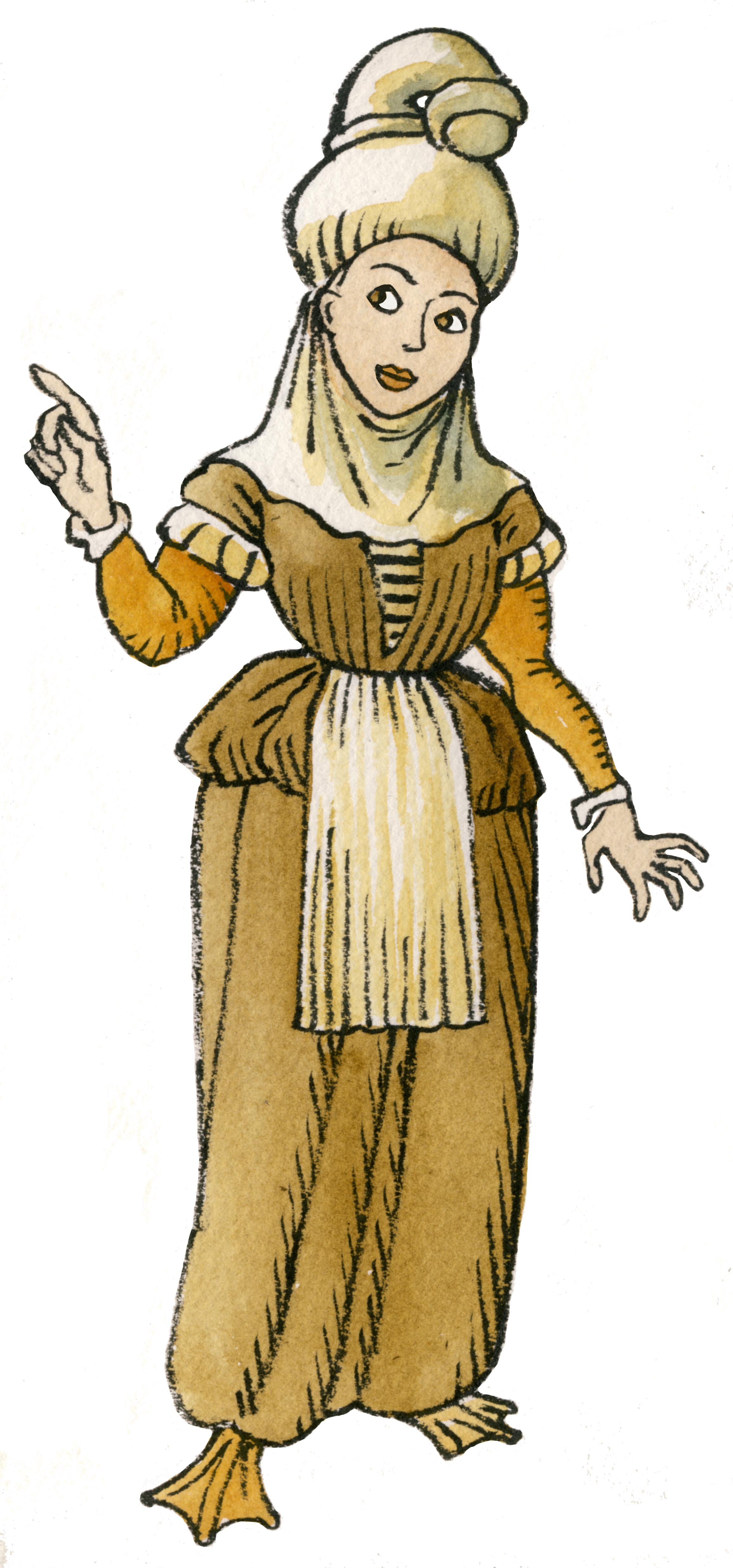
Lamia con tocado del.

### Duris de Samos
El relato más conocido de Lamia nos lo proporciona Duris de Samos, en su segundo libro de la Líbica, o historias de las tierras libias. Nos dice que Lamo, la ciudad de los lestrigones, fue así llamada por Lamia. A través de un escolio se nos cuenta el relato de Lamia, que es como sigue. Lamia era un hija de Belo y Libia. Zeus, enamorado de ella, la raptó en las tierras libias y se la llevó hasta Italia; por eso la ciudad italiana de Lamia llevó este nombre. Más tarde Zeus tuvo unión carnal con Lamia pero no pasó desapercibo este escarceo amoroso a ojos de Hera, la celosa esposa de Zeus. Esta, sintiéndose agraviada y celosa de Lamia, mató a los hijos que Lamia había alumbrado. Lamia, sintiéndose tan disgustada por la muerte de sus propios hijos, resolvió, por envidia, robar en secreto y matar a los niños de los demás. Esta es la razón por la que las nodrizas llaman a Lamia para asustar a los niños pequeños si se portan mal. Además Hera, para desgracia de Lamia, la condenó a no poder dormir nunca, por lo que Lamia se pasaba días y noches sumida en un estado de pesadumbre. Zeus, apiadado de su amante, le concedió la capacidad de quitarse los ojos y volvérselos a colocar a voluntad, para que por fin pudiera dormir. Finalmente también recibió de Zeus la habilidad para transformarse ella misma en lo que quisiera.

### Diodoro Sículo
El historiador griego Diodoro Sículo, probablemente inspirado en el autor anterior, presenta una narración racionalizante, que es la que se cita a continuación. De acuerdo al mito, había nacido Lamia como una reina de belleza sobrecogedora. Pero debido al salvajismo de su corazón el tiempo transcurrido desde entonces ha transformado su rostro en un aspecto bestial. Cuando murieron todos los hijos que había alumbrado, agobiada por su desgracia y envidiando la felicidad de todas las demás mujeres por sus hijos, ordenó que arrebataran a los recién nacidos de los brazos de sus madres y los mataran inmediatamente. Por eso, entre nosotros, la historia de esta mujer permanece entre los niños y su nombre les resulta de lo más aterrador. Se dice que siempre que bebía vino le daba a los demás la oportunidad de hacer lo que quisieran sin ser observados. Por eso, como ella no se preocupaba de lo que ocurría en esos momentos, la gente del lugar suponía que no podía ver. Y por eso algunos cuentan en el mito que echó los ojos en una redoma, convirtiendo metafóricamente el descuido más completo, ya que fue una medida de vino lo que le quitó la vista. También se podría presentar a Eurípides como testigo de que nació en Libia, pues dice: «¿Quién no conoce el nombre de Lamia, de raza libia, nombre de mayor reproche entre los mortales?».

### Heráclito
Heráclito, uno de los paradoxógrafos y haciendo alusión a su disciplina, dice que cuando Zeus tuvo unión sexual con Lamia Hera la convirtió en una bestia salvaje; desde entonces, cuando Lamia enloquece que quita sus ojos y los deja en una copa, para entonces devorar carne tierna de seres humanos. Y debido a que la muchacha era hermosa Hera se la llevó consigo, le arrancó los ojos y los arrojó por ventura a las montañas. Después de este incidente Lamia vivió desamparada y en la intemperie hasta que finalmente parece que se convirtió en una bestia.

### Plutarco
Plutarco, en una crítica contra la indiscreción, el entrometimiento y la malevolencia, ya cita el arquetipo de la lamia: 
«Se dice que la Lamia del cuento dormía, ciega, en su casa, con los ojos depositados en un cuenco, pero que, al salir afuera, se los ponía y miraba»

### Descendencia
Zeus había adoptado la forma de avefría para seducir a Lamia. De esta unión nació Aquiles. Este era de una belleza irresistible y ganó un certamen de belleza contra Afrodita, en el que Pan era el juez. La diosa se irritó y puso en el corazón de Pan el amor de Eco y a Aquiles le hizo volverse tan feo y poco atractivo como antes había sido hermoso. Otras fuentes dicen que Lamia fue la madre de Escila.

### De lamias, monstruos femeninos serpentinos y otra ralea
Otros seres similares a la lamia aparecen en las obras clásicas, pero pueden ser conocidos por otros nombres, salvo en algún caso aislado en el que se la denomina explícitamente como lamia. O pueden ser simplemente innominadas o nombradas de forma diferente. Entre ellos se destacan especialmente aquellas figuras análogas que exhiben una naturaleza serpentina (cf. Equidna).
Estrabón, en efecto, dice que a los niños se les cuentan mitos agradables y otros terribles para que sean motivo de rechazo. De entre los cocones que menciona el autor se incluyen a la Lamia, la Gorgó, Efialtes (démon de las pesadillas) y Mormólice.
Una posible lamia en el monstruo que envió Apolo para vengar a Corebo. El monstruo femenino es refirido como Poine o asociada con Ker; pero ya en tiempos medievales una fuente la denomina como una lamia. En la versión de Estacio el monstruo tenía cara y pechos de mujer, y una serpiente siseante que sobresalía de la hendidura de su frente de color óxido, y se deslizaba hasta las habitaciones de los niños para arrebatárselos. Una prueba de que puede tratarse de un doble figurado de la lamia procede de Plutarco, que equipara la palabra «empusa» con «poinē».
Según opinión bastante extendida, la lamia mitológica sirvió de modelo para las lamias, pequeños monstruos africanos, humanos de la cintura para arriba, que atraían a los viajeros con su agradable siseo y enseñando sus senos, para después matarlos y devorar sus cuerpos. La noticia más antigua de estos seres se encuentra en el discurso quinto del orador Dión Crisóstomo, quien se refiere a ellos como «fieras líbicas», no lamias. Posteriormente, las lamias aparecieron a menudo en los bestiarios como ejemplo de monstruo despiadado y salvaje.
Antonino Liberal dice que junto al pie del Parnaso, mirando hacia el sur, hay una montaña que se llama Cirfis, cerca de Crisa. En esta montaña existe todavía hoy una inmensa gruta, en la cual habitaba una fiera enorme y prodigiosa, a quien unos llamaban Lamia, y otros Síbaris. Este animal corría diariamente los campos, de donde apresaba animales y hombres. Ya estaban pensando los habitantes de Delfos en abandonar el país.
Un escoliasta dice que «Mormo», «Gelo» y «Lamia» son tres palabras sinónimas y que se trata en todo caso de una reina de los lestrigones, una raza de hombres antropófagos.

### Otras referencias
Aunque era femenina, el comediógrafo Aristófanes asegura que el demagogo Cleón tenía "los testículos de una lamia" (Avispas v. 1035, Paz v. 758), queriendo decir, probablemente, que no los tenía en absoluto (y que, en caso de tenerlos, estarían tan sucios como los de una lamia, siendo el monstruo famoso por el hedor que desprendía).
En la Antigüedad, las madres griegas y romanas solían amenazar a sus hijos traviesos con este personaje. El poeta romántico inglés John Keats dedicó al personaje un poema narrativo largo, que da nombre al libro Lamia y otros poemas. Se inspiró en «La novia de Corinto», una historia que aparece en la Anatomía de la melancolía (1621) de Robert Burton, quien a su vez la tomó de la Vida de Apolonio de Tiana (4.25) de Filóstrato (160-249). Según cuenta Filóstrato, Menipo, un joven aprendiz de filósofo, se dejó seducir por una misteriosa mujer extranjera que lo abordó cuando caminaba por las afueras de Corinto. La mujer insistió en que se casaran, y a la boda acudió el sabio Apolonio, quien tras observar detenidamente a Menipo declaró: «Tú, al que las mujeres persiguen, abrazas a una serpiente, y ella a ti». La novia, en efecto, era una lamia o Empusa, y aunque al principio negaba su condición, acabó confesando que había seducido a Menipo para devorarle y beber su sangre, pues la de los mozos como él es pura y rebosa vigor.
Horacio dice que «lo que se inventa para deleitar debe ser verosímil: no pretenda la fábula que se crea cuanto ella quiera, y no le saque a una lamia recién comida un niño vivo del vientre». En algunos comentarios se refiere a la leyenda de una forma de vida bestial con forma de mujer que desgarra el vientre de las madres embarazadas y devora sus fetos.

### La Sibila, hija de Lamia
Hay algunas tradiciones que sostienen que la primera de todas las sibilas era hija de Zeus y Lamia, hija de Poseidón:
«Hay una roca que se eleva por encima de la tierra. Sobre ella dicen los delfios que cantaba los oráculos en pie una mujer llamada Herófile y de sobrenombre Sibila. La anterior Sibila he descubierto que era tan antigua como la que más, la que los griegos dicen que es hija de Zeus y de Lamia, hija de Poseidón, y que fue la primera mujer que cantó oráculos y fue llamada Sibila por los libios».

## Folclore francés
En las leyendas de Iparralde (País Vasco Francés), las o los lamias —puesto que su sexo no está claramente definido— no son, como en Hegoalde (Navarra, Álava, Vizcaya, Guipúzcoa), hermosas doncellas de largos y sedosos cabellos rubios que peinan con un peine de oro cerca de las fuentes y tienen los pies de pato. Las lamias de Iparralde son más bien gnomos o geniecillos de pequeño tamaño a los que hay que temer, aunque no son especialmente malévolos. Les llaman lamiñak o lamiñakuak.

## Mitología vasca

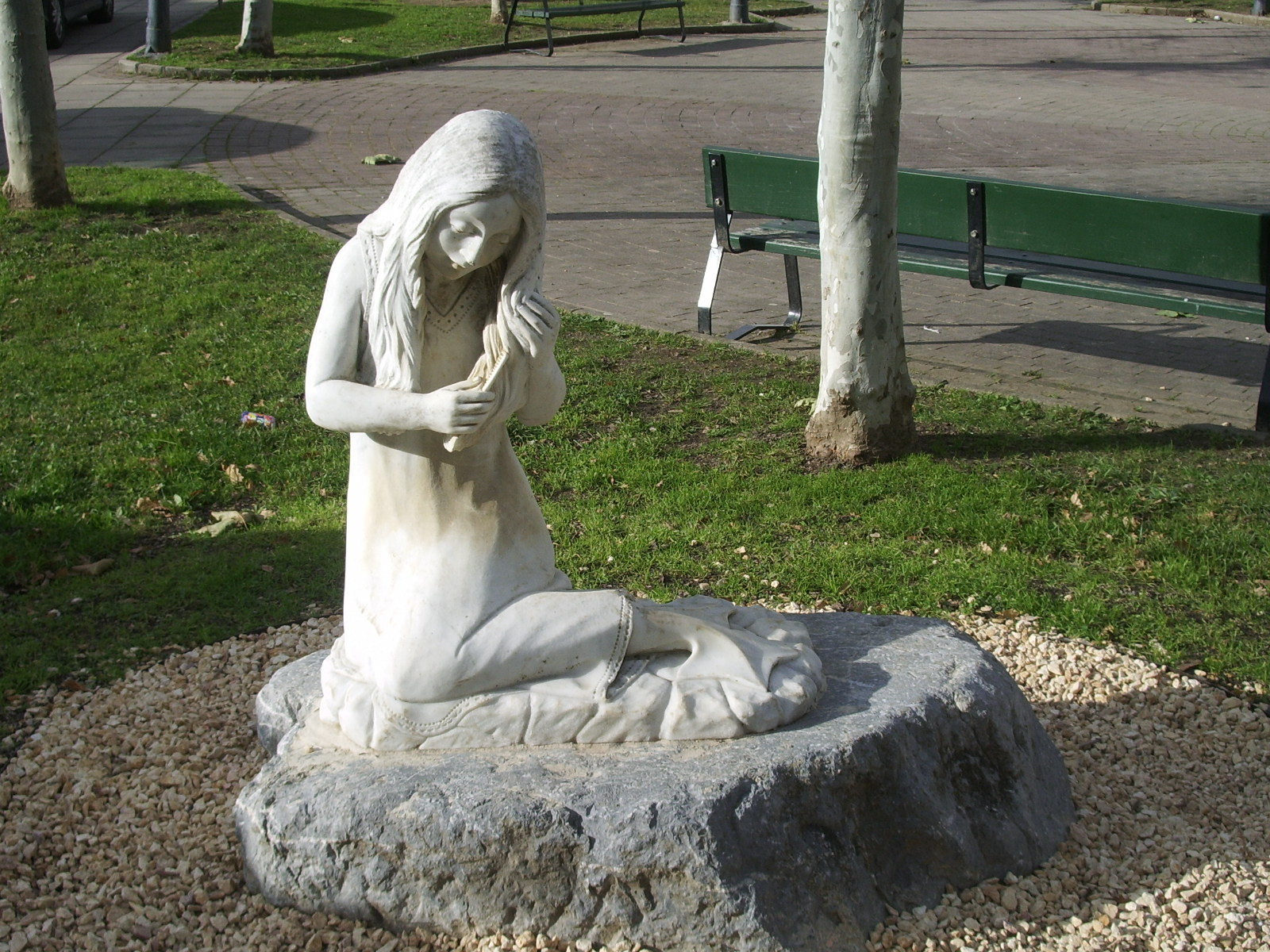
Escultura de una lamia en Mondragón (Guipúzcoa).

En la mitología vasca, las lamias (lamiak o laminak) son genios mitológicos a menudo descritos con pies de pato, cola de pescado o garras de algún tipo de ave. Casi siempre femeninos, de una extraordinaria belleza, moran en los ríos y las fuentes, donde acostumbran a peinar sus largas cabelleras con codiciados peines de oro. Suelen ser amables y la única manera de enfurecerlas es robarles sus peines. Se cuenta también que han ayudado a los hombres en la construcción de dólmenes, cromlech y puentes.
A veces se enamoran de los mortales, pero no pueden casarse con ellos, pues no pueden pisar tierra consagrada. En ocasiones tienen hijos con ellos. En otras leyendas son mitad humanos y mitad peces. Otras dicen que no son más que la diosa Mari.
Cuenta una leyenda que una vez una mujer le robó el peine de oro a una lamia, y ésta, enfurecida, trató de maldecirla, pero no lo logró, puesto que sonó la campana de la iglesia y eso la salvó.
En numerosas localidades españolas, especialmente del sureste de la Península, el mito de las lamias se adapta en la Leyenda de la Encantada, mientras en el norte se encuentra en las anjanas o xanas.
En el norte de España, la leyenda de la Xana se encuentra muy arraigada en parte de León y Asturias, como prueba el gran número de topónimos que llevan por nombre Les Xanes (plural de xana en asturiano central y leonés central), por ejemplo, el Desfiladero de las Xanas.
En Las brujas y su mundo, el historiador Julio Caro Baroja relaciona la figura de la "xana" con la de la diosa Diana (Artemisa), como variante regional de un mito común en diversas mitologías europeas. Jana era un antiguo nombre con que se designaba a las hechiceras durante la Edad Media. Un ser feérico equivalente con el nombre de anjana se encuentra también en la vecina mitología cántabra.

## Folclore búlgaro
En los cuentos e historias populares búlgaras, la lamia es una misteriosa criatura con varias cabezas, que puede hacer crecer una y otra vez si se le cortan (como la Hidra de Lerna). Se alimenta de la sangre de la gente o, más frecuentemente, matando mujeres jóvenes para realzar su belleza y así poder seducir hombres. Este monstruo atormenta a menudo los pueblos y puede ser encontrado en cuevas o en el subsuelo. En algunas historias tiene alas, en otras su respiración es de fuego. La lamia no tiene sexo, pero se suele considerar del femenino.

## Mitología hebrea
En la mitología judía, la Lamia está considerada como Lilith, una especie de demonio femenino que incluso llegó a tener relación con el mismísimo Adán, antes de conocer a Eva. Se dice que Lilith era la misma Lamia griega que había aparecido en ambas mitologías, ya que en el Talmud se aprecia su descripción como un demonio femenino seductor de hombres; se cree además que los judíos adaptaron el nombre de esta criatura malvada y lo relacionaron con la palabra laila (noche).
Los historiadores consideran que en la adaptación hebrea la diosa perdió su carácter divino, adquiriendo una personalidad más compleja, y adaptada al folclor judío, de hecho en el mismo Génesis se aprecia como una mujer destemplada que posteriormente abandona el paraíso. Diversos estudios se han elaborado sobre la presencia de Lilith en la cultura hebrea, llegando a la conclusión salomónica de considerarla como la primera mujer que tuvo Adán antes de llegar al Paraíso.

## Mitología maya
En la mitología maya, una figura similar a la de la Lamia es la Xtabay, un demonio de origen maya que toma la forma de una hermosa mujer atractiva de tez morena con rasgos indígenas que se peina el cabello con un Tzcam (cactus) en una ceiba. Se encarga de seducir a los hombres borrachos o tunantes que andan solos por las selvas. Cuando los hombres caen en sus engaños, se transforma en una criatura horripilante que termina por asesinarlos y llevarlos al Xibalba, el inframundo maya donde reina la muerte, oscuridad y enfermedad.